# Zevendegraadsvergelijking

Figuur van een polynoom van de zevende graad met 7 nulpunten

Een zevendegraadsvergelijking is in de wiskunde een vergelijking waarin een polynoom van de graad zeven gelijkgesteld wordt aan nul:
{\displaystyle ax^{7}+bx^{6}+cx^{5}+dx^{4}+ex^{3}+fx^{2}+gx+h=0.}
Daarin is {\displaystyle a\neq 0}. De getallen {\displaystyle a,b,c,d,e,f,g,h} heten de coëfficiënten van de polynoom. Zij zijn elementen van een lichaam (veld in het Vlaams). Het kunnen gehele, rationale, reële of complexe getallen zijn.